# Cyndi Lauper
Cynthia Ann Stephanie Lauper Thornton, mais conhecida pelo nome artístico Cyndi Lauper (Nova Iorque, 22 de junho de 1953), é uma cantora, compositora e atriz norte-americana vencedora do Grammy, Emmy e Tony Award. É conhecida por ser uma lenda feminina do Rock'n'Roll, além de uma das maiores artistas de todos os tempos. Estreou no cenário da música no início da década de 1980 e obteve sucesso com o lançamento de She's So Unusual (1983), que ganhou 6 discos de platina nos Estados Unidos pelas vendas de seis milhões de cópias no país. O álbum também entrou para a lista dos "500 Melhores Álbuns de Todos os Tempos" da revista Rolling Stone e está em exposição no Rock And Roll Hall of Fame. O disco fez de Cyndi a primeira mulher a ter quatro singles de um mesmo álbum no Top 10 da parada de sucessos da revista americana Billboard. Cyndi Lauper tem tido muito reconhecimento também, por passar por diversos gêneros musicais, como de blues ao dance-pop, por sua frequente mudança de visual e sua voz potente, para uma cantora pop.
Em 2009, a cantora recebeu o prêmio BMI Millionaire Award por "Time After Time", sua primeira canção a conquistar o primeiro lugar na parada da Billboard Hot 100, em 1984, e que foi certificada com dois discos de ouro e um de platina nos Estados Unidos. A canção "Girls Just Want to Have Fun" conquistou três discos de ouro e dois de platina, com vendas físicas superiores a dois milhões de cópias, e se encontra na 120ª posição na lista das "500 Músicas que Moldaram o Rock and Roll", realizada pelo Rock And Roll Hall of Fame. Seu videoclipe é considerado pela MTV, o "39ª Melhor Videoclipe de Todos os Tempos". Ela se tornou um ícone na música e na moda, influenciando várias cantoras, entre elas: Christina Aguilera, Lady Gaga, Nicki Minaj e Pink. Além de ser ganhadora do Grammy Award e Emmy, Lauper também venceu o Billboard Music Awards, Rolling Stone Awards, BMI Awards, American Music Awards, e MTV Europe Music Awards. Ao longo de sua carreira emplacou outros sucessos, entre eles "True Colors", "She Bop", "Change of Heart", "All Through the Night", "Money Changes Everything", ''What's Going On'', ''The Goonies 'R' Good Enough'', "I Drove All Night", ''Hey Now (Girls Just Want to Have Fun)" e "Into The Nightlife". Lauper também participou do single "We Are the World" de Michael Jackson e Lionel Richie, que obteve grande sucesso comercial nos Estados Unidos e mundialmente. 
Em 2011, foi uma das principais homenageadas na exposição Womens Who Rock, pelo Rock and Roll Hall of Fame, e ainda recebeu o prêmio de "Personalidade do Ano" pela Out Music Awards por seu grande desempenho comercial entre os anos 2010 e 2011 e foi eleita por uma enquete da revista NME a quinta melhor artista de todos os tempos, ficando a frente de Elton John, ABBA e Prince. Em 2008 foi eleita pelo tabloide inglês The Sun a quarta cantora que jamais será esquecida em todos os tempos, de acordo com uma pesquisa feita no mesmo ano. Ainda em 2010, recebeu o prêmio Creative Achievement pelo National Association of Recording Merchandisers por sua contribuição para a música e o Inspiration Award pelo GLSEN por sua ajuda a comunidade LGBT.
Em 2010, lançou seu décimo primeiro álbum de estúdio, chamado Memphis Blues, lançado nos Estados Unidos em 22 de junho, vendendo cerca de 15.353 cópias na semana do lançamento e debutando na 26ª posição da Billboard 200 e na primeira posição da Billboard Blues Albums. "Memphis Blues" foi eleito o 7° melhor álbum de 2010 pelo tabloide New York Post e foi nomeado ao Grammy Awards na categoria "Best Traditional Blues Album". Em sete meses de lançamento, o álbum vendeu mais de 600 mil cópias mundialmente, sendo 10 mil no Brasil. Lauper já lançou 11 álbuns de estúdio e cerca de 40 singles, tendo vendido 50 milhões de cópias mundo. Em 2012 ela escreveu as músicas e letras do musical da Broadway, Kinky Boots, que venceu o Tony Award de Melhor Musical e Melhor Música, fazendo Lauper a única mulher a vencer sozinha nessas categorias. Na carreira de atriz, apesar de ter tido boa recepção com o lançamento do filme Vibes (1988), onde ela produziu e atuou, Cyndi só veio ter notoriedade com uma participação na série americana Mad About You, que lhe rendeu um prêmio Emmy Awards. Desde então, ela participou de diversos seriados e filmes como Os Oportunistas em 2000 e em Bones; este último lhe rendeu boas criticas em um papel dramático.

## Biografia

### 1953–80:Início da vida
Cyndi Lauper nasceu e cresceu em Ozone Park, no bairro de Queens, em Nova York. Ela e sua família são católicas. A mãe usa o nome artístico de "Catrine Dominique" para os vídeos de música em que ela apareceu. Seu pai era descendente de alemães e suíços e sua mãe é ítalo-americana. Ela tem uma irmã mais velha, Elen, e um irmão mais novo, Fred (apelidado de Butch).
Após os pais de Lauper se divorciarem, sua mãe se casou novamente, e outra vez se divorciou, e passou a trabalhar como garçonete. Foi durante esse tempo que Lauper começou a ouvir artistas como Judy Garland, Billie Holiday, Ella Fitzgerald e The Beatles. Sua mãe a incentivou a ter independência e criatividade. Quando tinha 12 anos, Lauper aprendeu a tocar um violão que sua irmã tinha dado a ela, e ela começou a escrever suas próprias letras. Ela tinha um grande amor pela arte e música e tentava encontrar maneiras de expressar-se. Mesmo nesta idade precoce, Lauper começou a pintar o cabelo com cores diferentes e vestindo roupas de modas radicais. Lauper foi aceita em uma escola pública especial para os alunos com talento nas artes visuais, mas ela foi retida e, eventualmente, saiu de lá. Com 17 anos, ela saiu de casa, planejando estudar arte. Sua jornada iria levá-la para o Canadá, onde passou duas semanas na floresta com seu cachorro, Sparkle, tentando encontrar a si mesma. Ela finalmente chegou em Vermont, onde teve aulas de arte em "Johnson State College".
Em meados da década de 1970, Lauper realizou covers para entrar como vocalista entre várias bandas da área metropolitana de Nova York, cantando sucessos de bandas como Jefferson Airplane, Led Zeppelin e Bad Company. Mesmo com Lauper no palco, ela não estava feliz em cantar apenas covers. Em 1977, Lauper sofreu danos em suas cordas vocais, e ficou um ano sem cantar. Apesar de alguns médicos terem dito que ela nunca iria cantar novamente. Em 1980, Lauper participou do filme Vibes dando início ao seu trabalho como atriz.

## Carreira

### 1980–82:Blue Angel
Em 1978, depois de recuperar a voz, Lauper conheceu o saxofonista John Turi através de seu empresário Ted Rosenblatt. Turi e Lauper se tornaram escritores e formaram uma banda chamada Blue Angel. Eles decidiram colocar tudo o que tinha para fazer um álbum de material original. Algumas demos foram gravadas e a fita foi enviada para Steve Massarsky, que estava administrando o Allman Brothers Band. Massarsky disse que a fita era horrível, mas ele ficou atraído pela voz de Lauper. Ele os viu tocando ao vivo e, finalmente, passou a administrar a banda com um contrato de US$ 5 000. Muitas pessoas queriam contratar Lauper somente se ela fosse entrar como uma cantora solo. Lauper não aceitou, querendo que a banda fosse incluida em qualquer contrato que ela fosse assinar. A Polydor Records finalmente assinou contrato com eles como uma banda. Em 1980, eles lançaram um álbum com o mesmo nome da banda pela Polydor Records. A revista Rolling Stone mais tarde incluiu a capa da banda como "100 Melhores Capas de Álbum". Lauper odiava a capa, muitas vezes dizendo que a fazia parecer o Big Bird. Apesar da aclamação da crítica, o álbum vendeu muito pouco e a banda se separou. Os membros do Blue Angel brigaram com Massarsky, pois ele tinha levado maior parte do pouco lucro que o álbum recebeu. Mais tarde, a banda perdeu o processo que tinha lançado contra ele, e Lauper ficou falida.
Lauper começou a trabalhar em lojas de varejo, em Nova Iorque para fazer suas despesas, e ela ainda cantava em clubes locais. Seus shows mais frequentes foram a El Sombrero. Em 1981, enquanto cantava em um bar local de Nova Iorque, Lauper conheceu David Wolff, que se assumiu como seu empresário (e em algum tempo depois se envolveu romanticamente com ela) e lhe deram um contrato com a Epic Records.

### 1983–85:She's So Unusual

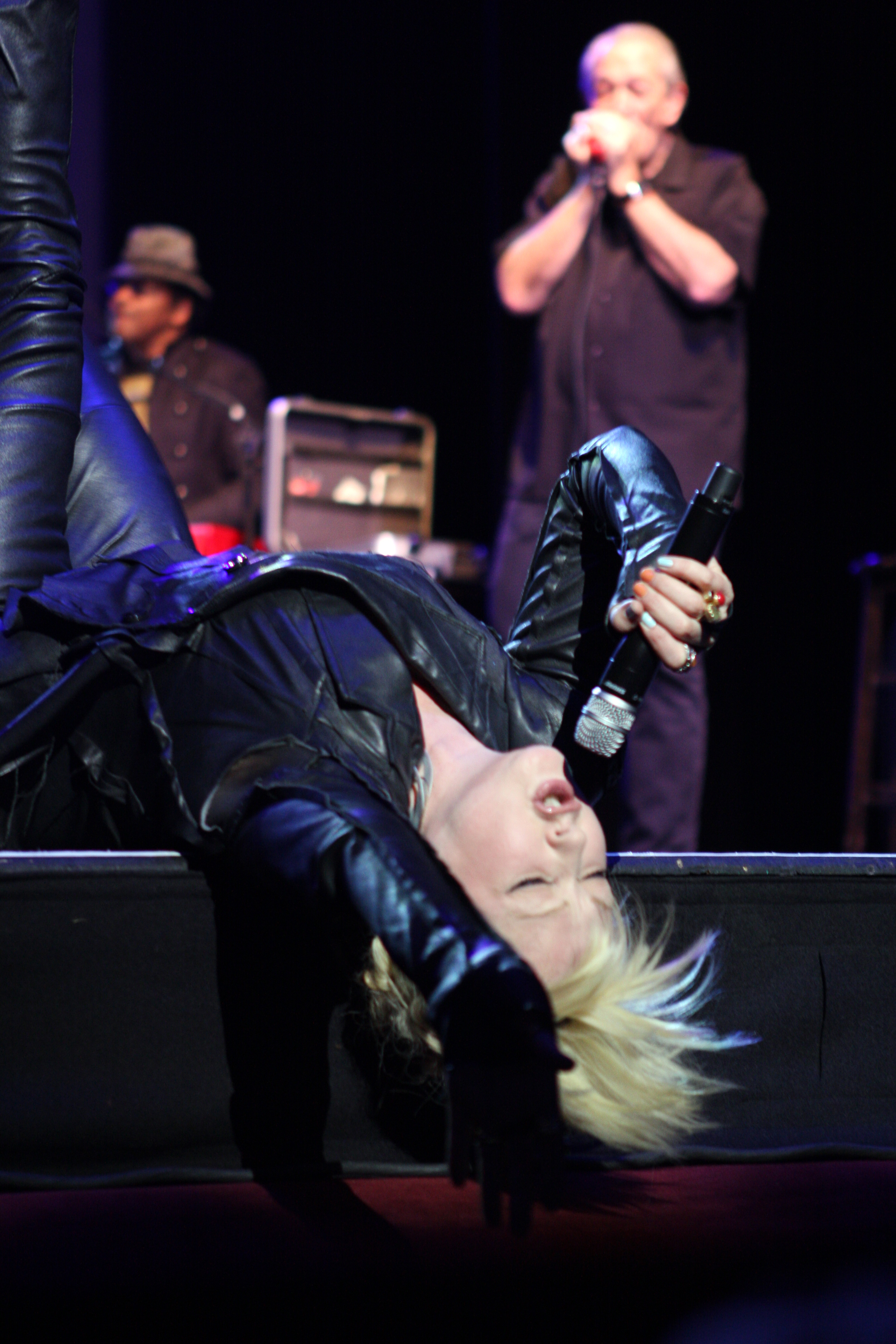
Cyndi cantando "She Bop" durante um show da Memphis Blues Tour na Austrália, em 2011

Em 14 de outubro de 1983, She's So Unusual foi lançado. O álbum debutou na 4° posição na Billboard 200 e tornou-se um sucesso mundial. She's So Unusual alcançou grande popularidade no mundo inteiro e Cyndi se tornou popular entre os adolescentes e críticos, em parte, devido ao seu estilo diferente junto a uma imagem punk.
Cyndi alterou as letras dos singles para que se adequassem ao que ela queria. Um exemplo é a canção "Girls Just Want to Have Fun", que conquistou 3 discos de ouro e 2 discos de platina, com vendas físicas superiores a 2 milhões de cópias, certificados pela Recording Industry Association of America (RIAA) nos Estados Unidos. Segundo ela, a letra original da canção falava de uma mulher que queria agradar um homem e, portanto, ela mudou a letra, pois queria a música como um hino feminista e não como a original, que segundo ela, desprezava o sexo feminino.
O segundo single do álbum foi a balada "Time After Time". Cyndi ajudou na escrita de "Time After Time", com Rob Hyman. A gravadora não tinha muita confiança em Lauper como compositora, mas eles deram a ela a chance de provar que poderia compor muito bem. "Time After Time" foi a primeira canção de Lauper a chegar ao topo da Billboard Hot 100 e no Adult Contemporary. A canção ganhou 2 discos de ouro e 1 de platina, atribuídas pela RIAA, com vendas superiores a 1 milhão e 500 mil cópias, e foi um dos maiores sucessos de 1984. "Time After Time" foi regravado por mais de 100 artistas. "She Bop" foi lançado como o terceiro single do álbum. Teve pico de número #3 na Billboard Hot 100 e ganhou certificação de ouro, com mais de 500 000 cópias vendidas, certificados pela RIAA. Este foi seguido por "All Through the Night", uma balada escrita por Jules Shear que alcançou a posição #5 na Billboard Hot 100. Uma curiosidade, é que o single não teve um videoclipe e nenhuma grande divulgação e mesmo assim, obteve um grande desempenho mundial.
O álbum também inclui um cover do "O Brains", a faixa "Money Changes Everything" que alcançou a posição #27 da Billboard Hot 100. Em alguns países, "When You Were Mine", um cover de Prince encontrada em seu álbum de 1980, Dirty Mind, foi lançado como single promocional, em 1985. Cyndi passou todo ano de 1984 em turnê, que havia começado no fim de 1983. No fim de 84, Cyndi encerra sua primeira turnê, chamada de Fun Tour, com mais de 100 shows feitos pelos Estados Unidos, França, Suíça, Canadá e na Alemanha e alguns outros países. O álbum permaneceu na Billboard 200 por 154 semanas. Em 2000, a Sony Music anunciou que o álbum havia chegado à marca de 16 milhões de cópias vendidas no mundo. Em 1985, ela ganhou o prêmio Crystal Film Awards, dado aos artistas que são conhecidos por sua originalidade e criatividade.
O vídeo de "Girls Just Want to Have Fun" fez de Lauper um ícone da MTV. O vídeo era exibido constantemente na MTV e contou com o falecido lutador, Lou Albano de WWE, como pai de Cyndi. Também no vídeo, estão seu advogado, seu empresário e seu irmão, Butch. O clipe ganhou o prémio de "Melhor Vídeo Feminino" em 1984 na "MTV Video Music Awards". Todos os três primeiros vídeos de Cyndi foram dirigidos por Edd Griles, "Girls Just Wanna Have Fun", "Time After Time" e "She Bop". Os vídeos mostram muitos dos membros da família de Lauper e seu cão. Cyndi também foi capa da revista Rolling Stone, em maio de 1984. A foto da capa foi revertido para dar espaço para o título. Ela também apareceu na capa da Time e Newsweek com o título "Women In Rock" (Mulheres no Rock). Durante este período, Cyndi também apareceu na capa da revista People por duas vezes. O vídeo de "Money Changes Everything" foi filmado durante um concerto de Cyndi em Houston, Texas. O concerto foi transmitido via rádio e pelo canal de Tv por assinatura HBO. Cyndi pediu para que seus fãs viessem a este concerto vestidos de branco, em prol da paz. No vídeo é possível ver uma fã de 14 anos chamada Jennifer, subindo no palco e correndo para abraçar Lauper.

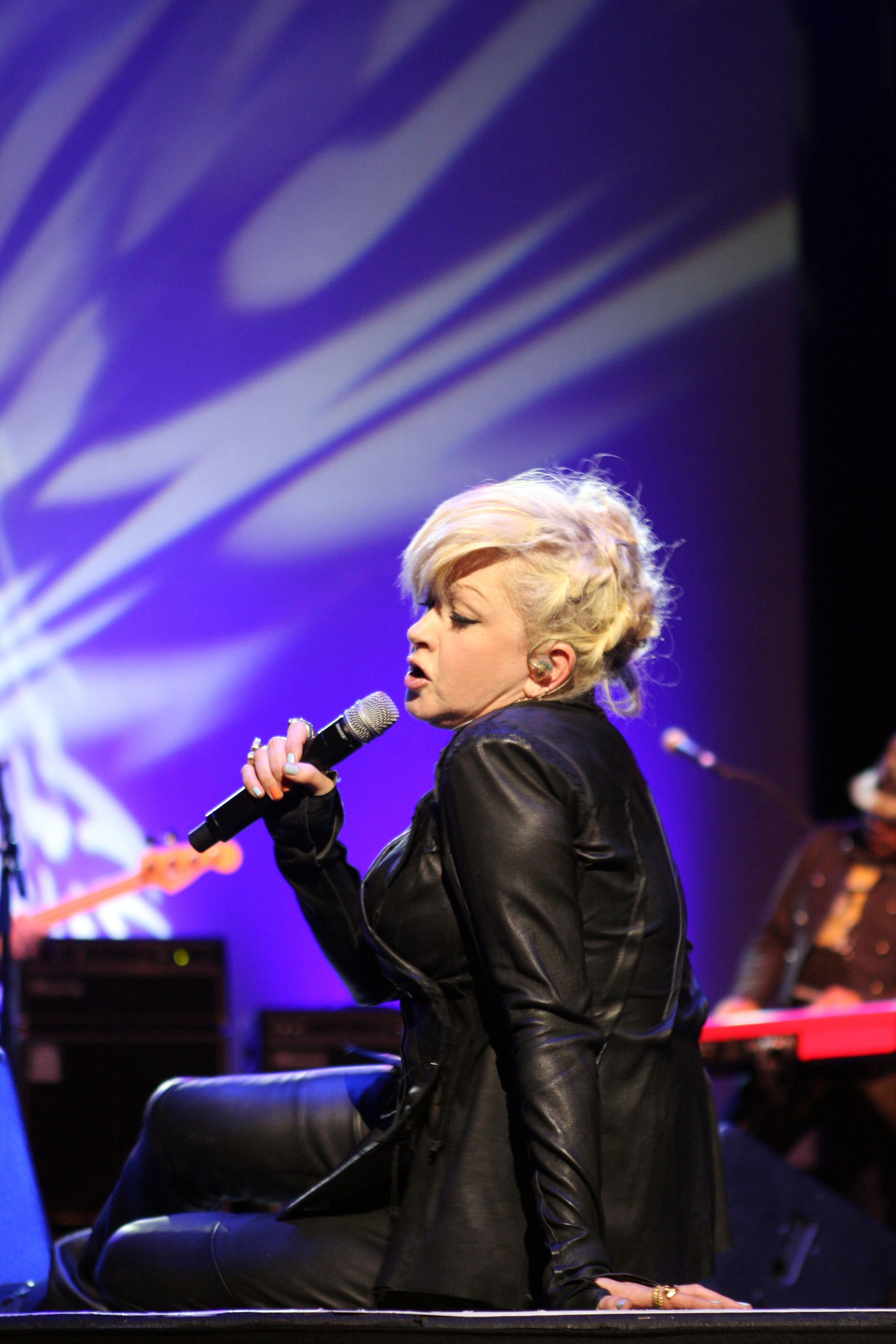
Cyndi cantando "All Through the Night" em 2011

Em 1985, Cyndi participou do USA For Africa, mais conhecido pelo single "We Are the World", que tinha o objetivo de arrecadar fundos para o combate da fome na África. Durante a gravação da música, os engenheiros de áudio estavam tendo problemas em descobrir o que estava fazendo um "clic" na gravação. Foi descoberto que o que estava causando o problema, eram as dezenas de pulseiras, correntes e joias de Lauper. Além disso, no mesmo ano, Cyndi ganhou um Grammy Awards na categoria "Best New Artist". No evento, ela apareceu com a estrela do WWE, Hulk Hogan, que esteve presente como o "guarda-costas" de Cyndi.
Steven Spielberg convidou Cyndi para ser diretora musical de seu último filme na época, The Goonies, um filme sobre um grupo de jovens aventureiros, procurando por um tesouro perdido. Lauper tinha o poder de escolher quem ela quisesse para colocar na trilha sonora. The Bangles foi uma das bandas que contribuíram para a trilha sonora. Cyndi declarou em uma entrevista em 1986, que estava trabalhando 12 horas por dia e tinha problemas ginecológicos. Ainda em 1985, Cyndi passa por uma cirurgia para retirar um tumor do rosto e passou por alguns dias no hospital. Os médicos disseram que Cyndi precisava de um descanso. Devido a isto, Lauper não pode participar do concerto Live Aid. O vídeo da música "The Goonies 'R' Good Enough" caracterizou muitos astros convidados, incluindo as personalidades do WWF como o Iron Sheik, Lou Albano, Roddy Piper, André Giant, Freddie Blassie, The Fabulous Moolah e Nikolai Volkoff, membros do elenco de Goonies, e a banda The Bangles. O vídeo foi dividido em duas partes, tornando Lauper a primeira artista a ter um vídeo em duas partes. Spielberg ainda havia permitido Cyndi ter acesso ao conjunto das peças do filme.
O álbum da trilha sonora alcançou a posição #73 na parada de álbuns Billboard 200. A canção alcançou a posição #10 na Billboard Hot 100 em 1985. Ainda em 1985, Cyndi recebe uma indicação de "Best Female Rock Vocal Performance" no Grammy Awards, para a música "What a Thrill". Nos bastidores do videoclipe, é possível ver Cyndi fisicamente exausta de tanto trabalho. A primeira parte de Goonies, conhecida popularmente por este nome, estreou na MTV antes do filme The Goonies ser lançado nos cinemas, e a segunda parte só veio a ser lançada depois que o filme já havia sido lançado. Tanto a canção, quanto o filme se tornaram um clássico dos anos 80. Devido ao trabalho duro com o filme, Cyndi acabou adiando as gravações de seu segundo álbum, que só foram iniciadas em Novembro de 1985.

### 1986–88:True Colors

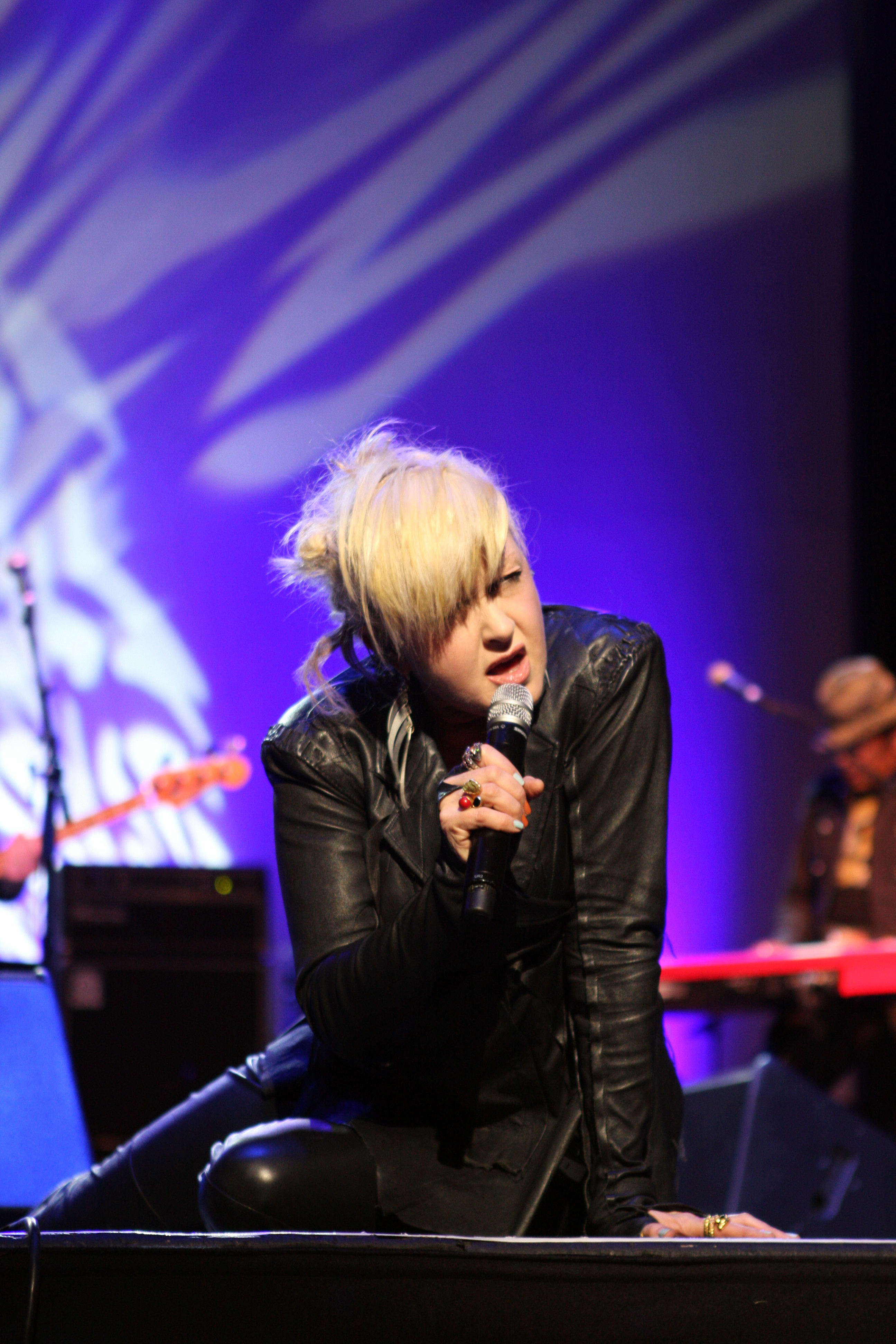
Cyndi cantando "True Colors" na Memphis Blues Tour, em 2011.

Em setembro de 1986 foi lançado True Colors, o segundo álbum de Cyndi. O álbum debutou na 4ª posição na Billboard 200. Neste álbum, ela aumentou sua participação tanto na produção, como nas composições. Foram convidados para produção do álbum Angela Clemons, Nile Rodgers, Aimee Mann, Billy Joel, Adrian Belew, The Bangles, Ellie Greenwich, e Rick Derringer. Cyndi ajudou a escrever a maioria das canções contidas no álbum com Essra Mohawk, John Turi, Billy Steinberg e Tom Kelly. Embora o álbum não tenha sido tão bem sucedido comercialmente como o seu antecessor, que obteve 4 canções no top 5 da Billboard Hot 100, True Colors só obteve 3 grandes hits, que foram "True Colors", que se tornou a segunda música de Cyndi a ter pico de número #1 na Billboard Hot 100, com vendas superiores a 1 milhão de cópias, "Change of Heart", alcançando a posição de número #3, com vendas de mais de 500 mil cópias e o cover de Marvin Gaye, "What's Going On", que teve pico #12 na Hot 100. O álbum também incluiu uma canção mais antiga chamada "Maybe He'll Know", um dos singles do álbum Blue Angel. Este álbum, e seu antecessor She's So Unusual, tiveram seus photoshoots fotografados pela fotógrafa Annie Leibovitz. A canção "True Colors" foi licenciada a Kodak, para uso em seus comerciais. O quinto single do álbum, "Boy Blue", tornou-se o primeiro single de Cyndi a ficar de fora do top 40 da Billboard Hot 100. O lucro da canção foi doado para a instituições de pesquisa da AIDS. Os desempenhos dos três primeiros singles no Brasil e no mundo foram de níveis alarmantes. Os vídeos dos 3 primeiros singles do álbum foram exibidos com exaustão na MTV e as faixas tocadas em centenas de rádios pelo Brasil e no mundo. O álbum vendeu 9 milhões de cópias no mundo, 2 milhões nos Estados Unidos e 250 mil no Brasil.
Também em 1986, Cyndi apareceu no álbum de Billy Joel, The Bridg, em uma canção chamada "Code of Silence". Lauper também gravou a música-tema do programa de TV Pee-wee's Playhouse. A estrela do Playhouse, Paul Reubens, fez uma participação na faixa "911" de True Colors, como um operador de emergência. Em 1987, David Wolff produziu um filme sobre o concerto de Cyndi chamado: Cyndi Lauper Live in Paris. O concerto foi transmitido ao vivo nos canais de TV HBO e no mesmo ano venceu a indicação ao Grammy Awards, de "Best Performance Music Video".
Cyndi fez sua estreia como atriz em agosto de 1988, na comédia Vibes, ao lado de Jeff Goldblum, Julian Sands, Elizabeth Peña e Peter Falk. Lauper interpretou uma psíquica em busca de uma cidade de ouro na América do Sul. O filme foi produzido por Ron Howard e David Wolff, como produtor associado do filme.
Em preparação para seu personagem, Cyndi fez algumas aulas de como agir como uma "pessoa psíquica". O filme foi mal recebido pela crítica e comercialmente foi um fracasso. Cyndi contribuiu com uma faixa chamada "Hole in My Heart (All the Way to China)", mas a canção não foi incluída na trilha sonora. A música teve um desempenho decepcionante nos Estados Unidos, com posição de número #54 na Billboard Hot 100. Na Austrália, a canção se saiu melhor, atingindo o pico de número #8 e tornando-se um grande sucesso no país. A canção foi usada como música de abertura da turnê de Cyndi em 2008, somente na Austrália. No fim de 1988, Cyndi protagonizou várias brigas com sua gravadora, que afetou comercialmente sua carreira.

### 1989–92:A Night to Remember
Após muitas brigas com a gravadora, A Night to Remember que seria lançado em 1988 com o nome de "Kidred Spirit", foi lançado. Este álbum, que foi o terceiro de Cyndi, foi lançado na primavera de 1989. O álbum não fez tanto sucesso como seus antecessores, e só obteve um grande sucesso, o hit "I Drove All Night", no qual Cyndi recebeu uma indicação ao Grammy Awards por "Best Female Rock Vocal Performance". Além disso, o single obteve vendas superiores a 500 mil cópias nos Estados Unidos, o que lhe rendeu uma outra certificação de ouro a Cyndi, certificado pela RIAA em Janeiro de 1990. A música foi originalmente escrita e gravada por Roy Orbison, embora sua versão só tenha sido lançada em meados de 1992, três anos depois da versão de Cyndi e quatro anos após a morte de Orbison. Ela também escreveu e produziu a maior parte das canções do álbum. Os escritores que contribuíram para o álbum foram Desmond Child, Christina Amphlett do Divinyls, Billy Steinberg, Tom Kelly, Diane Warren, e Frank Previte. Entre os músicos convidados, incluem Bootsy Collins, Larry Blackmon, Batkini Khumalo, Eric Clapton e Nile Rodgers. O vídeo de "My First Night Without You", lançado em 1989, foi um dos primeiros a ser gravado com legenda para os deficientes auditivos. A Night To Remember vendeu apenas 500 mil cópias nos Estados Unidos, faturando mais um disco de ouro. Apesar de não ter obtido um grande sucesso mundial, devido a brigas de Cyndi com sua gravadora, que vieram a afetar a promoção do álbum, este foi bem aceito pelos fãs e críticos. Teve vendas de mais de 6 milhões de cópias mundialmente, sendo 100 mil destas no Brasil.

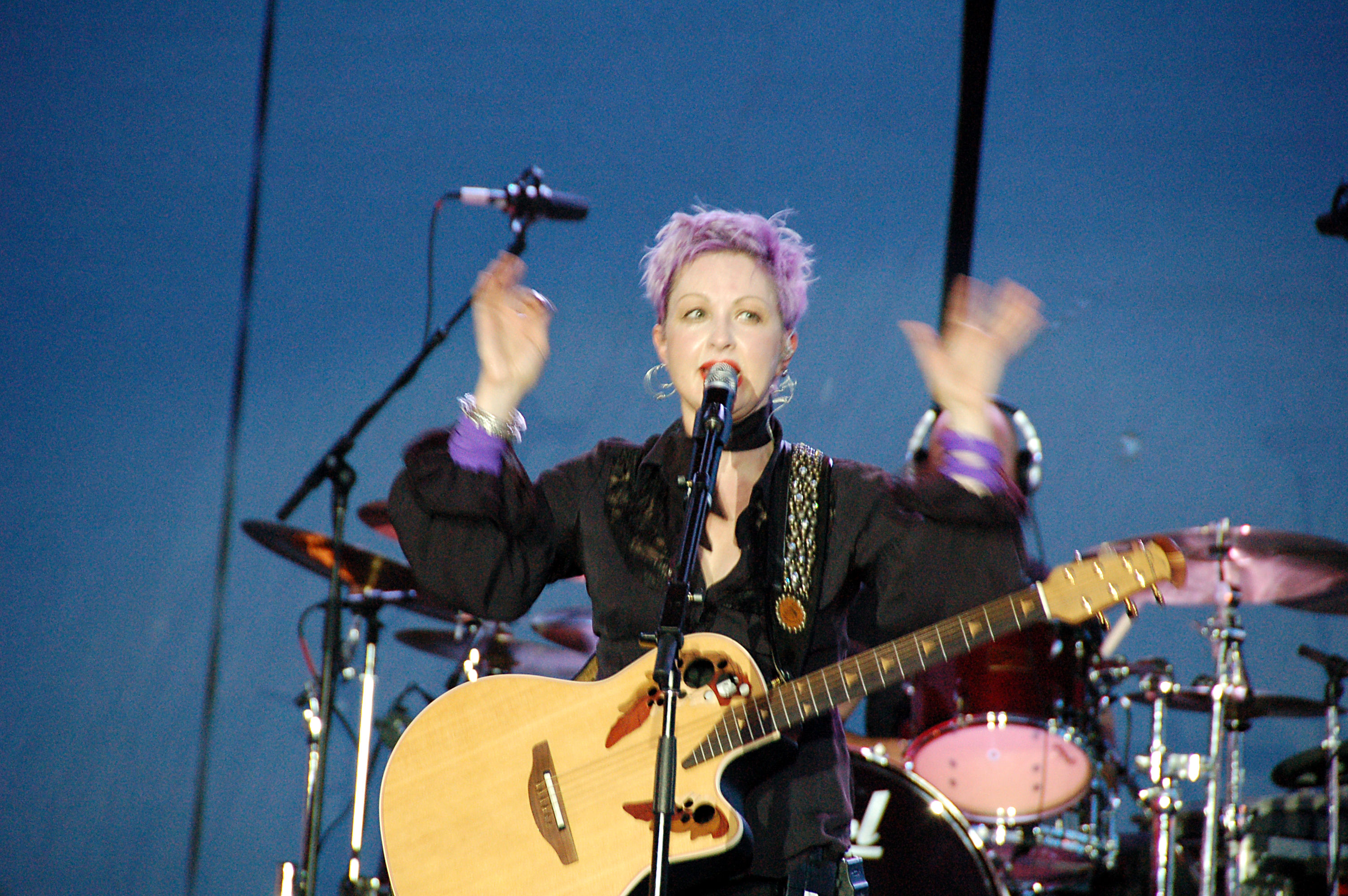
Cyndi em 2007

A turnê foi cancelada nos Estados Unidos devido à baixas vendas de ingressos e as pressões da fama levaram Cyndi a se "aposentar" pelos Estados Unidos. Ela visitou a América do Sul e o Japão com um grande sucesso nos shows. No Brasil foram 3 shows lotados. Um destes foi produzido e exibido ao vivo pela Rede Globo. Porém, nunca lançado em algum tipo de mídia portátil. No Chile, Cyndi fez show para mais de 120 mil pessoas, um recorde de público na época.
Em 21 de julho de 1990, Cyndi se juntou a outros artistas que haviam sido convidados para o concerto histórico do ex-líder dos Pink Floyd, Roger Waters, The Wall Live in Berlin, onde ela interpretou a canção "Another Brick in The Wall (Part II)", parte principal do show. Ela também cantou na música "The Tide is Turning" com Waters, Joni Mitchell, Bryan Adams, Paul Carrack e Van Morrison. Cyndi estava vestida como uma garota de um colégio, referindo-se a letra da música, no qual ela cantou para mais de 300 000 pessoas. O show foi visto por cerca de cinco milhões de pessoas em todo o mundo, pela televisão.
Cyndi havia se tornado amiga íntima de Yoko Ono. Em 1990, ela participou de um concerto em homenagem a John Lennon, em Liverpool, onde executou uma canção dos The Beatles, "Hey Bulldog" e também uma música de John Lennon, "Working Class Hero". O concerto foi exibido no Disney Channel. Ela também participou de um projeto desenvolvido por Ono e John chamada "The Peace Choir". Eles fizeram uma nova versão da canção "Give Peace a Chance", de Lennon. Ainda em 1990, Cyndi ajudou a escrever a canção "Paper Heart".
Cyndi começa trabalhar no filme originalmente intitulado como Moon Over Miami, que mais tarde passou a ser chamado de "Off & Running", com David Keith, Richard Belzer e David Thornton, com quem ela viria a se apaixonar um tempo depois e se casar. O filme foi lançado na Europa, mas não ficou de fora do mercado dos Estados Unidos. Um tempo depois, o mesmo foi lançado no país, (David Wolff, já ex-noivo de Cyndi, foi o supervisor musical do filme). Em 24 de novembro de 1991, Cyndi e David Thornton se casaram no Friends Meeting House, em Nova York. O pioneiro do Rock and Roll, Little Richard, que deixou o rock and roll por um tempo, para se tornar um ministro, realizou a cerimônia. Patti LaBelle cantou "A Whiter Shade of Pale", clássico de Procol Harum, e a avó de Cyndi foi como dama de honra ao casamento. Outros convidados incluíram Paul Ruebens, mais conhecido por seu personagem Pee-Wee Herman, e John Turturro. Ao contrário do que muitos pensavam, Cyndi acabou casando-se normalmente. Usando um vestido branco, típico de noivas e nada de cabelos coloridos e nada de diferente.
Em 1992, Cyndi contribuiu para o musical europeu "Tycoon", com duas canções. Ela conseguiu outro hit no Top 20 das paradas da Europa (que chegou a #2 posição na França, faturando um disco duplo de platina, por vendas de 250 mil cópias naquele país) com "The World Is Stone", uma canção francesa, adaptada ao inglês por Tim Rice, Michel Berger, e Luc Plamondon. Ela também gravou "You Have To Learn To Live Alone". As duas faixas foram incluídas em uma compilação lançada nos os Estados Unidos em 2000. Cyndi também gravou "Santa Claus is Coming to Town", um dueto com Frank Sinatra, que foi lançada no álbum Very Special Christmas II. Os vocais de Sinatra foram adicionados a partir de sua gravação original e depois misturado com o de Cyndi em estúdio.

#### 1993–95:Hat Full of Stars/Twelve Deadly Cyns

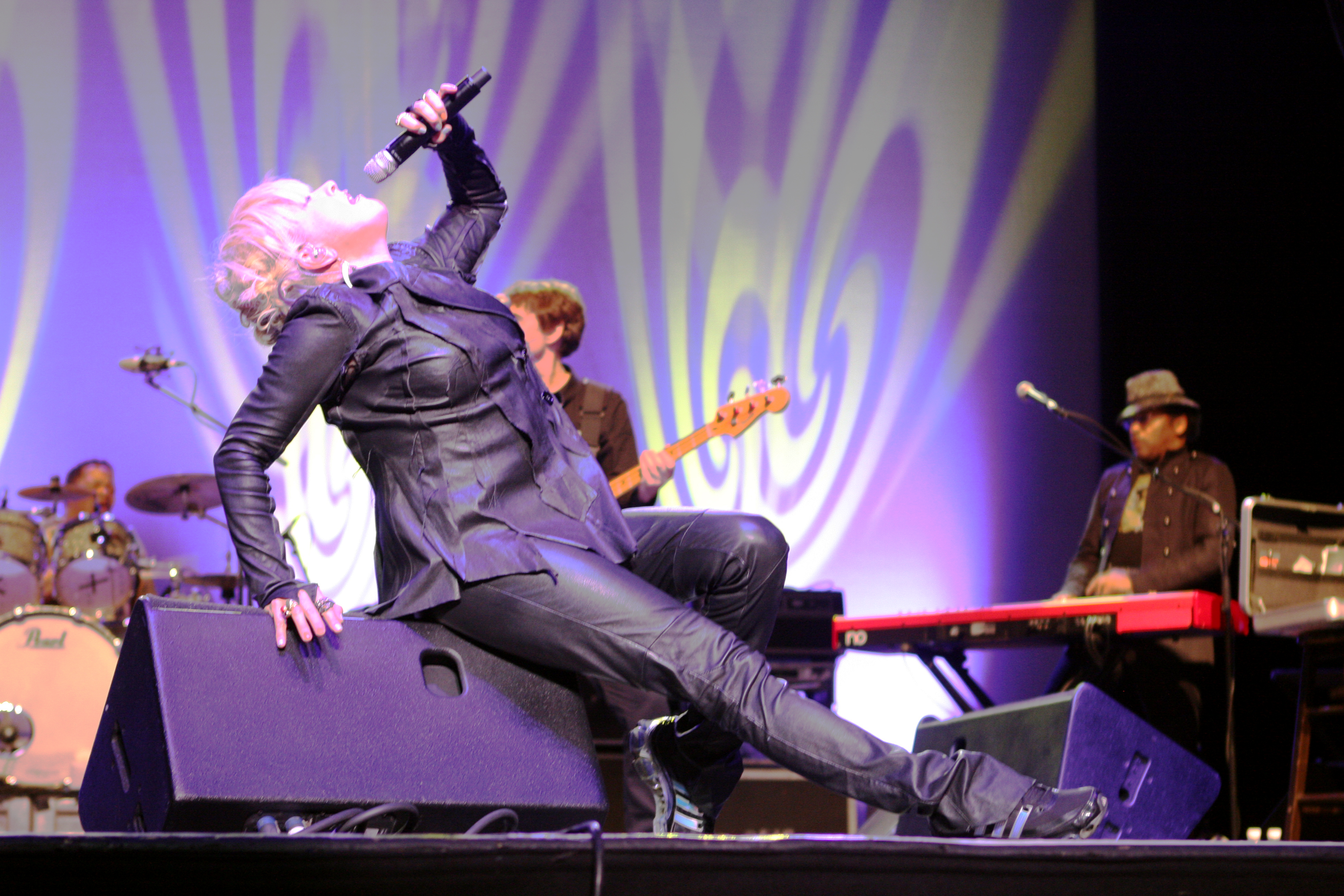
Lauper cantando "Hat Full of Stars" na Memphis Blues Tour

Em junho de 1993 Cyndi lançou seu quarto álbum, Hat Full of Stars, que abordou tópicos como homofobia, abuso conjugal, o racismo e o aborto. Apesar dos significativos títulos — e as ótimas vendas na França e no Japão, o álbum foi um fracasso de vendas nos Estados Unidos (foram vendias apenas 120 mil cópias do álbum no país). O álbum alcançou a posição #112 na Billboard 200, por conta da falta de divulgação do mesmo. Cyndi apareceu no Howard Stern Show para promover o álbum. Ela disse que a música "Hat Full of Stars" foi escrito como uma mensagem para David Wolff (Seu ex-marido e também ex-empresário). O vídeo de "Who Let in the Rain" apresenta um desenho de giz de David Wolff sobre a calçada. "A Part Hate" foi escrito em colaboração com ela e seu marido, David Thornton. O vídeo de "Sally's Pigeons" tem características da então desconhecida amiga de Cyndi, no qual a música foi feita em homenagem a Julia Stiles.
Tommy Mottola, presidente da Sony Music na época, disse para Cyndi sair e fazer o que ela quisesse. Lauper quis escrever seu próprio material e parar de fazer covers. Ela escreveu algumas músicas do álbum com outras pessoas, incluindo Mary Chapin Carpenter, Ailee Willis, Nicky Holland, Tom Gray, Hugh Masekela e The Hooters. No mesmo ano, ela gravou a canção "Boys Will Be Boys", com The Hooters. A canção "Private Emotion" foi dedicada a ela pelos The Hooters. Ambas as músicas apareceram no CD da banda Out of Body. Cyndi também voltou a atuar, interpretando uma secretária no filme Life with Mikey, ao lado de Nathan Lane e Michael J. Fox.
Twelve Deadly Cyns ...and Then Some, foi lançado mundialmente em 1994 (exceto nos os Estados Unidos, onde ela foi retida até ao verão de 1995). O álbum foi uma compilação de grandes hits, que incluiu duas faixas regravadas, "I'm Gonna Be Strong", do primeiro single da banda Blue Angel, e uma reformulação de seu primeiro grande sucesso, que ficou chamado de "(Hey Now) Girls Just Want to Have Fun". A edição japonesa do CD inclui o single "Hole in My Heart (All the Way to China)", como a faixa final. O álbum foi lançado em uma série de diferentes títulos, e teve diversas embalagens em alguns países. Twelve Deadly Cyns vendeu mais de 5 milhões de cópias no mundo inteiro (sendo 500 mil cópias destas no Brasil) e Lauper deu inicio a uma turnê mundial para promover o álbum. A regravação "(Hey Now) Girls Just Wanna Have Fun" se tornou um hit mundial, especialmente na Europa, onde ficou em #4 lugar no Reino Unido e ainda conseguiu um bom desempenho nos Estados Unidos, ficando em #87 na BIllboard Hot 100. O álbum também incluiu a canção "Come On Home", que foi remixada por Junior Vasquez.
Em 1995, Cyndi começa a trabalhar em seu sexto álbum junto com sua amiga Jan Pulsford, além de fazer shows pelo mundo. Com sua participação notória na série Mad About You vivendo a personagem cômica, Marie Anne Lugasso, Cyndi foi indicada para dois prêmios Emmy Awards, sendo que ela venceu um.

### 1997–2000:Sisters of Avalon

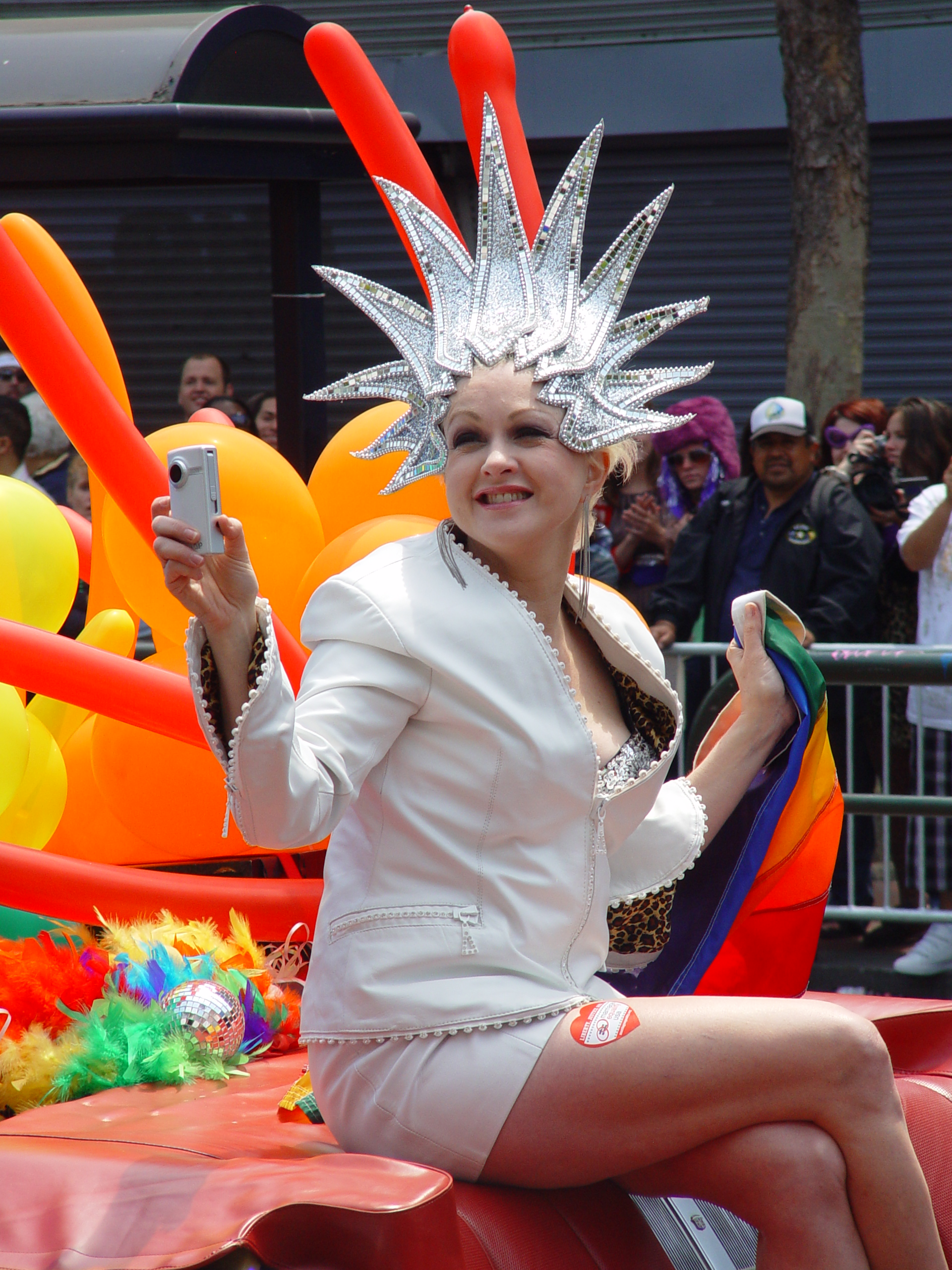
Cyndi Lauper durante a Parada Gay de 2008, em São Francisco

Em 1997, Lauper anunciou que estava esperando um filho. Declyn Wallace Lauper Thornton nasceu em 17 de novembro daquele ano, o nome foi dado em homenagem a Elvis Costello (cujo primeiro nome é Declan).
Seu quinto álbum, Sisters of Avalon (lançado no Japão em 1996, e em qualquer outro lugar, em 1997) foi um fracasso na América e se posicionou ao número #188 na Billboard 200. O álbum foi escrito e produzido com a ajuda de Jan Pulsford (tecladista do Lauper) e do produtor Mark Saunders. Os músicos convidados incluem Bush, guitarrista de Nigel Pulsford em "You Don't Know" e "Love to Hate" O álbum foi escrito e gravado no Tennessee e Connecticut e terminou em uma velha mansão em Tuxedo Park, Nova York, onde ela viveu e trabalhou naquele momento.
A música "Ballad of Cleo and Joe" abordou as complicações da vida dupla de uma drag queen. Lauper começou a escrever a música por volta de 1994. A canção "Say a Prayer" foi escrita por um amigo dela que morreu de AIDS. A canção "Searching" foi usada em um episódio de Baywatch. "Unhook the Stars" foi usado no filme de mesmo nome.
A irmã de Lauper, Ellen revelou que era lésbica e Lauper deu apoio para que ela pudesse seguir a vida de modelo. Ellen estava fazendo vários trabalhos de caridade para a comunidade gay, e estava trabalhando em uma clinica, ajudando pessoas que estavam sofrendo de AIDS. Lauper começou a se apresentar como um artista de destaque em eventos do orgulho gay em todo o mundo (a partir de 1994, ela havia feito uma cerimônia de encerramento dos Gay Games IV em Nova York). Ela também fez o show de abertura na turnê de Tina Turner.
Lauper lançou seu último álbum pela Epic Records no final de 1998. Merry Christmas...Have a Nice Life, um álbum natalino. Sua versão de "Silent Night" foi usada em um comercial da Pampers. O produtor William Wittman, que havia trabalhado com Lauper desde seu álbum de estreia, também ajudou na produção deste álbum. O álbum foi gravado na casa de Lauper em Connecticut.
Em 17 de janeiro de 1999, Lauper apareceu em um episódio da série animada de televisão The Simpsons, como uma versão em desenho de si mesma cantando o Hino Nacional ao som da melodia "Girls Just Want to Have Fun". No mesmo ano, Lauper fez o show de abertura da turnê de Cher a Do You Believe? Tour.

### 2001–03:Shine/At Last
Lauper preparou o seu sexto álbum de estúdio em 2001, Shine, que levava o seu regresso ao som do pop rock. Ele apresentava o superstar japonês Ryuichi Sakamoto e George Fullan nas composições. Apenas algumas semanas antes do lançamento do álbum agendado em 11 de setembro de 2001, sua gravadora, Edel America Records, se descuidou e as faixas vazaram para o público. Apesar de um EP com cinco músicas do mesmo nome foi disponibilizado em junho de 2002 através de seu website e na Tower Records. O álbum Shine completo foi lançado em 21 de abril de 2004, exclusivamente no Japão.
O CD foi lançado exclusivamente para as lojas Sears em 30 de setembro a 31 de outubro de 2001 e de cada US$ 1,00 vendido foi para a pesquisa do câncer de mama.
A antiga gravadora de Lauper, Sony, lançou um novo CD intitulado como The Essential Cyndi Lauper. Ele foi reassinado com a Sony/Epic Records e um álbum de cover, intituladoAt Last foi lançado em 2003. Lauper participou do VH1 Divas com Patti LaBelle, Jessica Simpson, Debbie Harry, Ashanti, Sheila E. e as Pussycat Dolls. Em 2003, o álbum She's So Unusual foi classificado como o número #494 na lista da Rolling Stone os "500 Melhores Álbuns de Todos os Tempos".
A canção "Unchained Melody" de At Last, foi indicada ao Grammy Awards na categoria "Best Instrumental Arrangement Accompanying Vocalist(s)"

### 2005-07:The Body Acoustic
Sob um novo contrato com a Sony Music, Lauper lançou The Body Acoustic, um álbum que contou com versões acústicas de suas músicas de sucesso. Duas novas faixas também foram escritas e gravadas, um dos quais é "Above the Clouds". Nos convidados do álbum incluía Shaggy, Ani DiFranco, Adam Lazzara do Taking Back Sunday, Jeff Beck, Puffy AmiYumi, Sarah McLachlan e Vivian Green. "Time After Time", com Sarah McLachlan entrou na parada da Adult Contemporary.
Embora ela não tenha lançado um álbum com material novo desde Sisters of Avalon de 1997, Lauper ficou ocupada ao longo dos anos. Ela fez aparições em Showtime, séries e dirigiu um comercial para a Totally. Em 2006, e fez sua estreia na Broadway em A Ópera dos Três Vinténs como Jenny. Ela e a Ópera dos Três Vinténs se apresentaram no Tony Awards e recebeu indicações no mesmo.

### 2008–09:Bring Ya to the Brink

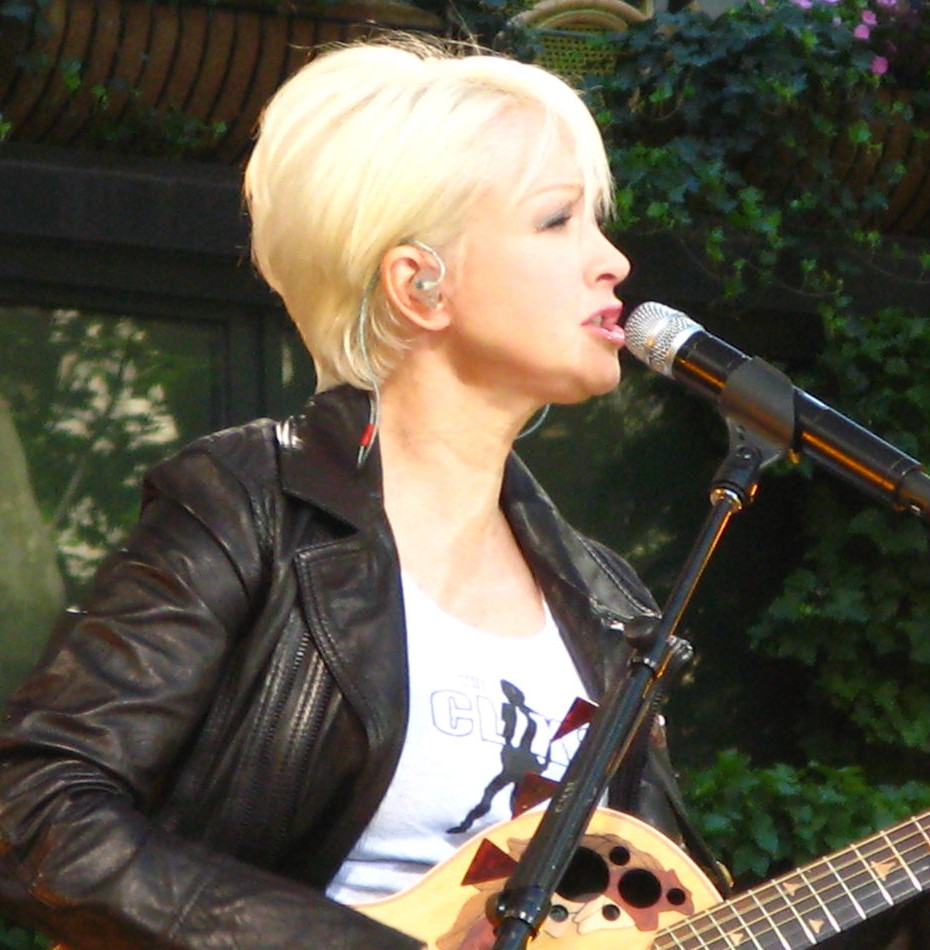
Cyndi se apresentando em 2008

Lauper deu um papel e escreveu uma canção para o filme sérvio Here and There, estrelado por seu marido, David Thornton, em um dos papéis principais.
Lauper gravou um álbum de material novo em 2007. O título provisório dado ao projeto foi Savoir-faire, mas ela anunciou durante um concerto na Austrália em Fevereiro de 2008 que o nome do álbum seria Bring Ya to the Brink e que seria lançado na primavera. Em preparação para o álbum, Lauper visitou a Inglaterra e França durante o verão de 2007 e escreveu músicas com artistas como Axwell, The Scumfrog, Basement Jaxx, Digital Dog, Dragonette, Kleerup e outros. Ela descreveu-o como um álbum de dança, principalmente com bom rítmo. A maior parte do álbum foi gravado na Suécia. O primeiro single lançado no Japão foi "Set Your Heart", que ganhou uma boa recepção em airplay e foi usado na campanha publicitária para a Toyota Modelo 2008, estrelado pelo ator e cantor Takeshi Kaneshiro. Lauper embarcou em uma turnê australiana em Perth.
A True Colors Tour estreou em 31 de maio de 2008. Juntando Lauper em vários locais, com artistas especiais como Rosie O'Donnell, The B-52's, Joan Jett & the Blackhearts, The Cliks, Indigo Girls, Kat Deluna, Joan Armatrading, Regina Spektor, Tegan and Sara, Nona Hendryx, Deborah Cox e Wanda Sykes. Sarah McLachlan também foi destaque no show.
Em turnê pelo Reino Unido teve a participação de Jessica Ellen Cornish, a consagrada Jessie J, como backing vocal de Lauper.
Em agosto de 2008, Lauper contribuiu com um artigo intitulado "Hope" da The Huffington Post, que encorajou os americanos a votar em Barack Obama na próxima presidência dos Estados Unidos. Lauper também se apresentou ao lado de Thelma Houston, Melissa Etheridge e Rufus Wainwright em 2008 na Convenção Nacional Democrata.
David Byrne afirmou em seu blog que ele tem colaborado com Lauper em uma faixa para seu próximo álbum, Here Lies Love. Ele descreveu sua performance como "surpreendentemente afinada" e "muito impressionante". Lauper gravou um dueto especial de Natal com a banda sueca The Hives, intitulado "A Christmas Duel", lançado apenas na Suécia, em 19 de novembro de 2008. Ele chegou a número #4 nas paradas suecas.
Lauper também assinou um contrato de livro para uma autobiografia que foi lançada no final de 2009. Lauper também se apresentou no "Girls Night Out", se apresentando com Rosie O'Donnell.

### 2010–2012:Memphis Blues

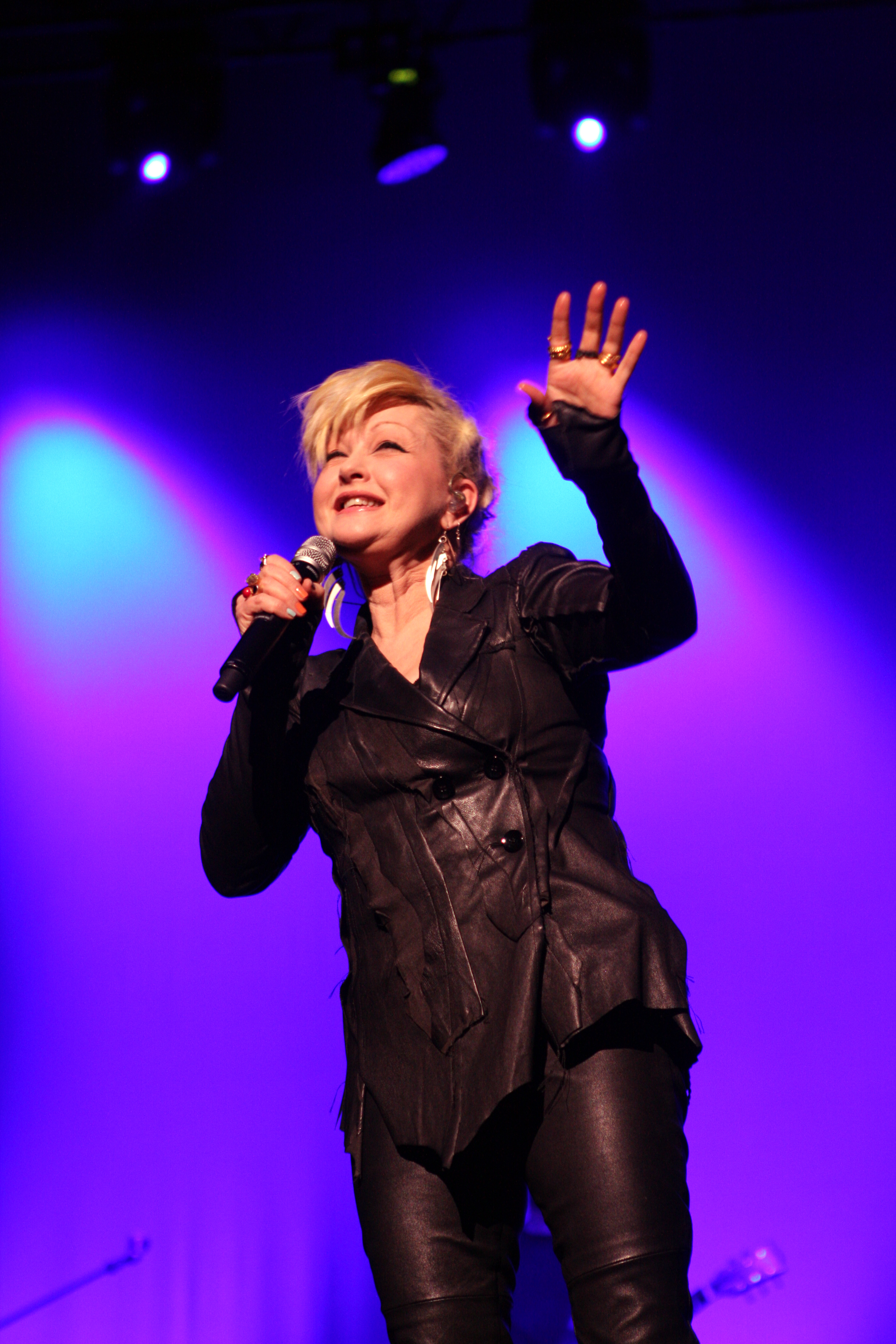
Cyndi Lauper na turnê Memphis Blues Tour

Em janeiro de 2010, a empresa de brinquedos americana Mattel lançou uma boneca Barbie igual a Cyndi Lauper, como parte de suas coleção "Ladies of the 80s". Em março de 2010, a NBC começou a exibir a nona temporada de The Celebrity Apprentice, com Lauper e outras celebridades como Sharon Osbourne e Bret Michaels. O show foi filmado de 19 de outubro de 2009 a 12 novembro de 2009. Lauper doou seus ganhos para sua própria fundação a True Colors Fund. No final da temporada, ela gravou seu próximo álbum, Memphis Blues em frente à sala de reuniões ao vivo.
Em abril de 2010, Lauper lançou uma campanha para trazer pessoas heterossexuais a ajudar a comunidade gay, lésbica, bissexual e transgénero para impedir a discriminação. Outros nomes incluídos na campanha são Whoopi Goldberg, Jason Mraz, Elton John, Judith Light, Cynthia Nixon, Kim Kardashian, Clay Aiken, Ricky Martin, Sharon Osbourne, Kelly Osbourne e Anna Paquin.
Em 22 de junho de 2010, Memphis Blues foi lançado. Ele estreou na primeira posição da Billboard Blues Album Chart, e estreou no número #26 da Billboard 200. O álbum permaneceu na primeira posição da Billboard Blues Album por 14 semanas consecutivas.
Em agosto de 2010, ela interpretou a música "It's Hard to Be Me", de seu álbum Shine para o programa de televisão Hard to Be Me.
Em julho de 2010, ela assinou um contrato com Mark Burnett para produzir um reality show que vai se concentrar em sua carreira e sua vida com seu marido David Thornton e seu filho Declyn. Em 2011, Memphis Blues recebeu uma indicação ao prêmio no Grammy Awards na categoria da "Best Traditional Blues Album".
Em Março de 2011, enquanto Lauper esperava um voo atrasado no Aeroporto de Jorge Newbery, em Buenos Aires, ela fez uma interpretação de "Girls Just Want to Have Fun" junto com os passageiros que cantaram junto com ela. Um vídeo da interpretação mais tarde foi publicado no Youtube.
Em 24 de junho de 2012, Lauper apareceu em várias campanhas de Orgulho Gay, e arrecadou mais fundos para a sua instituição para ajudar a acabar com a discriminação.

## Ativismo
Lauper é uma presente ativista dos direitos da população LGBT desde a década de 1980. Lauper criou uma fundação chamada  True Colors, que promove aceitação para pessoas homossexuais e transgênero. Vários artistas, como Anna Paquin, Kim Kardashian, Rosie O'Donnell, The B-52's, Joan Jett, The Cliks, Indigo Girls, Kat Deluna, Joan Armatrading, Regina Spektor, Tegan and Sara, Nona Hendryx, Deborah Cox, Wanda Sykes, Carson Kressley, o elenco de Queer Eye, Sarah McLachlan ou Sara Ramirez Burnaby, participam ativamente nessa campanha.

## Discografia
Álbuns de estúdio
- She's So Unusual (1983)
- True Colors (1986)
- A Night to Remember (1989)
- Hat Full of Stars (1993)
- Sisters of Avalon (1996)
- Merry Christmas...Have a Nice Life (1998)
- At Last (2003)
- Shine (2004)
- The Body Acoustic (2005)
- Bring Ya to the Brink (2008)
- Memphis Blues (2010)
- Detour (2016)

Álbuns ao vivo
- To Memphis, With Love (2011)
- Front And Center Presents Cyndi Lauper (2015)

## Turnês
| Ano     | Título                                  | Números de apresentações |
| ------- | --------------------------------------- | ------------------------ |
| 1983–85 | The Fun Tour                            | 111                      |
| 1986–87 | True Colors World Tour                  | 60                       |
| 1989    | A Night to Remember World Tour          | 45                       |
| 1991    | A.M.A.C.S Tour                          | 8                        |
| 1993–94 | Hat Full of Stars Tour                  | 37                       |
| 1994–95 | Twelve Deadly Cyns World Tour           | 60                       |
| 1996–97 | Sisters of Avalon Tour                  | 81                       |
| 1997    | Wildest Dreams Tour                     | 78                       |
| 1999    | The 1999 Summer Tour                    | 59                       |
| 2000    | The 2000 Summer Tour                    | 8                        |
| 2001–03 | Shine Tour                              | 73                       |
| 2002    | Living Proof: The Farewell Tour         | 99                       |
| 2003–04 | At Last World Tour                      | 100                      |
| 2005–06 | The Body Acoustic Tour                  | 51                       |
| 2007    | True Colors 2007 Tour                   | 16                       |
| 2008    | True Colors 2008 Tour                   | 25                       |
| 2008    | Australian Tour                         | 8                        |
| 2008    | Bring Ya to the Brink Tour              | 32                       |
| 2010–11 | Memphis Blues Tour                      | 143                      |
| 2013    | She's So Unusual: 30th Anniversary Tour | 34                       |
| 2014    | Dressed To Kill Tour (com Cher)         | 33                       |

## Filmografia

### Televisão
| Ano              | Título                                          | Personagem                  | Notas                                          |
| ---------------- | ----------------------------------------------- | --------------------------- | ---------------------------------------------- |
| 1990             | Mother Goose Rock 'n' Rhyme                     | Mary (Tinha um carneirinho) | Musical                                        |
| 1990             | The Wall – Live in Berlin                       | Pink Floyd                  | Concerto                                       |
| 1993–1999        | Mad About You                                   | Marianne Lugasso            | 4 episódios                                    |
| 1999             | Happily Ever After: Fairy Tales for Every Child | Pidge (Voz)                 | 1 episódio: "The Happy Prince"                 |
| 1999             | The Simpsons                                    | Ela mesma (Voz)             | 1 episódio: "Wild Barts Can't Be Broken"       |
| 1999             | The Happy Prince                                | Pidge                       | minisérie                                      |
| 2004             | Higglytown Heroes                               | Voz                         | 1 episódio: "Smooth Operator/Stinky Situation" |
| 2005             | That's So Raven                                 | Ms. Petuto                  | 1 episódio: "Art Breaker"                      |
| 2005             | Queer as Folk                                   | Ela mesma                   | 1 episódio: "I Love You"                       |
| 2007             | The Backyardigans                               |                             | 1 episódio: "International Super Spy"          |
| 2008             | Kathy Griffin: My Life on the D-List            | Ela mesma                   | 1 episódio: "Fly the Super Gay Skies"          |
| 2008             | Gossip Girl                                     | Ela mesma                   | 1 episódio: "Bonfire of the Vanity"            |
| 2009             | 30 Rock                                         | Ela mesma                   | 1 episódio: "Kidney Now!"                      |
| 2009             | The Apprentice: The Celebrity Apprentice 3      | Ela mesma                   | 3º temporada                                   |
| 2009, 2012, 2013 | Bones                                           | Avalon Harmonia             | 3 episódios                                    |
| 2012             | Bob's Burgers                                   | Voz                         | 1 episódio: "The Belchies"                     |
| 2012             | Happily Divorced                                | Kiki                        | 1 episódio: "Follow the Leader"                |
| 2013             | Cyndi Lauper: Still So Unusual                  | Ela mesma                   | 12 episódios (produtora executiva)             |

### Cinema
| Ano  | Título                             | Personagem            | Notas     |
| ---- | ---------------------------------- | --------------------- | --------- |
| 1984 | Prime Cuts                         | Ela mesma             | Aparição  |
| 1985 | Girls Just Want to Have Fun        | Mulher no restaurante |           |
| 1988 | Vibes                              | Sylvia Pickel         |           |
| 1991 | Off and Running                    | Cyd Morse             |           |
| 1993 | Life with Mikey                    | Geena Briganti        |           |
| 1994 | Mrs. Parker and the Vicious Circle | Picnic Guest          |           |
| 1996 | Sesame Street Elmocize             | Ela mesma             | Aparição  |
| 2000 | The Opportunists                   | Sally Mahon           |           |
| 2000 | Christmas Dream                    |                       | Aparição  |
| 2005 | The Naked Brothers Band: The Movie | Ela mesma             | Aparição  |
| 2009 | Here and There                     | Rose                  |           |
| 2011 | Dirty Movie                        | Mãe de Johnny         |           |
| 2013 | The Last Beat                      | Bebe Markham          |           |
| 2013 | Section B                          | Betty                 | Produtora |
| 2014 | Henry & Me                         | Nurse Cyndi (Voz)     |           |
| 2015 | A Dog and Pony Show                | Evelynne              |           |

## Teatro
| Ano  | Título               | Personagem                         | Notas                           |
| ---- | -------------------- | ---------------------------------- | ------------------------------- |
| 2000 | Matters of the Heart | Ela mesma                          | Concerto da Broadway            |
| 2006 | The Threepenny Opera | Jenny (Ginny Jenny/Low-Dive Jenny) | Musical da Broadway             |
| 2013 | Kinky Boots          |                                    | Musical da Broadway (escritora) |

## Prêmios e indicações

### Grammy Awards
Os Grammy Awards são entregues anualmente pela Academia Nacional de Artes e Ciências de Gravação. Lauper ganhou dois prêmios em dezesseis indicações.
| Ano  | Recipiente                           | Categoria                             | Resultado |
| ---- | ------------------------------------ | ------------------------------------- | --------- |
| 1985 | Cyndi Lauper                         | Artista Revelação                     | Venceu    |
| 1985 | She's So Unusual                     | Álbum do Ano                          | Indicado  |
| 1985 | "Time After Time"                    | Canção do Ano                         | Indicado  |
| 1985 | "Girls Just Want to Have Fun"        | Gravação do Ano                       | Indicado  |
| 1985 | "Girls Just Want to Have Fun"        | Melhor Performance Feminina Pop       | Indicado  |
| 1986 | "What a Thrill"                      | Melhor Performance Feminina Rock      | Indicado  |
| 1987 | "True Colors"                        | Melhor Performance Feminina Pop       | Indicado  |
| 1987 | "911"                                | Melhor Performance Feminina Rock      | Indicado  |
| 1988 | "Cyndi Lauper in Paris"              | Melhor Performance em Videoclipe      | Indicado  |
| 1990 | "I Drove All Night"                  | Melhor Performance Feminina Rock      | Indicado  |
| 1999 | "Disco Inferno"                      | Melhor Gravação de Dance              | Indicado  |
| 2005 | "Unchained Melody"                   | Melhor Arranjo Instrumental com Vocal | Indicado  |
| 2009 | Bring Ya to the Brink                | Melhor Álbum de Dance ou Eletrônica   | Indicado  |
| 2011 | Memphis Blues                        | Melhor Álbum de Blues Tradicional     | Indicado  |
| 2014 | Kinky Boots                          | Melhor Álbum de Teatro Musical        | Venceu    |
| 2017 | Kinky Boots (Original West End Cast) | Melhor Álbum de Teatro Musical        | Indicado  |

Nota: "She's So Unusual" também ganhou Melhor Arte de Capa em 1985. Esta categoria premia o diretor de arte e não o cantor. O diretor de arte era Janet Perr.
Nota: "We Are the World" (que teve a participação de Cyndi Lauper como vocalista) também ganhou Canção do Ano, Gravação do Ano, Melhor Videoclipe e Melhor Performance Pop por uma Dupla ou Grupo em 1986. Canção do Ano é entregue aos compositores e não aos cantores. A canção foi composta por Michael Jackson e Lionel Richie. Gravação do Ano e Melhor Performance Pop por uma Dupla ou Grupo eram entregues ao produtor em 1986. A canção foi produzida por Quincy Jones. Melhor Videoclipe é entregue ao diretor e ao produtor. Tom Trbovich dirigiu o videoclipe enquanto Quincy Jones o produziu.
Nota: Lauper recebeu uma indicação para Melhor Arranjo Instrumental com Vocal, junto de Steve Gaboury e Don Sebesky.

### Tony Awards
O Prêmio Antoinette Perry de Excelência em Teatro, mais conhecido simplesmente como Tony Award, reconhece os profissionais da Broadway. Os prêmios são apresentados pela The Broadway League anualmente em Nova Iorque. Lauper foi a primeira mulher a ganhar sozinha na categoria Melhor Trilha Sonora Original.
| Ano  | Produção              | Categoria                     | Resultado |
| ---- | --------------------- | ----------------------------- | --------- |
| 2013 | Kinky Boots           | Melhor Trilha Sonora Original | Venceu    |
| 2018 | SpongeBob SquarePants | Melhor Trilha Sonora Original | Indicado  |

### Outros reconhecimentos
| Ano  | Autoria                 | Lista                                       | Obra                          | Rank    |
| ---- | ----------------------- | ------------------------------------------- | ----------------------------- | ------- |
| 1993 | Rolling Stone           | Os 100 Melhores Videoclipes                 | "Girls Just Want to Have Fun" | No. 22  |
| 1999 | VH1                     | 100 Maiores Mulheres do Rock & Roll         | Cyndi Lauper                  | No. 58  |
| 1999 | MTV                     | 100 Melhores Videoclipes de Todos os Tempos | "Girls Just Want to Have Fun" | No. 39  |
| 1999 | Rolling Stone           | 100 Melhores Álbuns dos Anos 1980           | She's So Unusual              | No. 75  |
| 2000 | Rolling Stone           | 100 Melhores Canções Pop                    | "Time After Time"             | No. 66  |
| 2000 | MTV                     | 100 Melhores Canções Pop                    | "Time After Time"             | No. 66  |
| 2001 | VH1                     | 100 Melhores Videoclipes                    | "Girls Just Want to Have Fun" | No. 45  |
| 2002 | Rolling Stone           | 50 Álbuns "Women in Rock" Essenciais        | She's So Unusual              | No. 41  |
| 2003 | VH1                     | 100 Melhores Canções dos Últimos 25 Anos    | "Time After Time"             | No. 22  |
| 2003 | Rolling Stone           | 500 Maiores Álbuns de Todos os Tempos       | She's So Unusual              | No. 494 |
| 2006 | VH1                     | 100 Melhores Canções dos Anos 1980          | "Time After Time"             | No. 19  |
| 2006 | VH1                     | 100 Melhores Canções dos Anos 1980          | "Girls Just Want to Have Fun" | No. 23  |
| 2017 | VH1                     | VH1 Trailblazer Honor                       | Ativismo LGBT                 |         |
| 2019 | Biblioteca do Congresso | Registro Nacional de Gravações              | She's So Unusual              |         |